# Krajobraz kulturowy ǂKhomani
Krajobraz kulturowy ǂKhomani – obiekt z listy światowego dziedzictwa UNESCO, położony w Południowej Afryce, w Prowincji Przylądkowej Północnej, w pobliżu granicy z Namibią i Botswaną. Obejmuje pustynne obszary południowej Kalahari i pokrywa się w znacznej mierze z południowoafrykańską częścią Parku Narodowego Kgalagadi. 
Na dużej części tego obszaru odnaleziono ślady ludzkiej bytności od epoki kamienia do czasów współczesnych, związane z koczowniczymi plemionami ǂKhomani i ich strategią przetrwania w surowych pustynnych warunkach.